# Campionato mondiale di football americano Under-19 2014
Il campionato mondiale di football americano Under-19 2014 (in lingua inglese 2014 IFAF Junior World Cup), noto anche come Kuwait 2014 in quanto disputato in tale Stato, è stato la terza edizione del campionato mondiale di football americano per squadre nazionali Under-19 maschili organizzato dalla IFAF.
Ha avuto inizio il 7 luglio e si è concluso il 16 luglio 2014 a Madinat al-Kuwait.

## Stadi
Distribuzione degli stadi del campionato mondiale di football americano Under-19 2014
| Madinat al-Kuwait     | Madinat al-Kuwait     |
| --------------------- | --------------------- |
| Al Nasr Stadium       | Salmiya Stadium       |
| 29°22′11″N 47°58′42″E | 29°22′11″N 47°58′42″E |
| Capacità:             | Capacità:             |
| Altitudine:           | Altitudine:           |
|                       |                       |

## Squadre partecipanti
| Pr. | Squadra     | Data di qualificazione | Qualificata in quanto            |
| --- | ----------- | ---------------------- | -------------------------------- |
| 1   | Stati Uniti |                        | Invitata                         |
| 2   | Canada      |                        | Campione in carica               |
| 3   | Giappone    |                        | Invitata                         |
| 4   | Austria     | 23 agosto 2013         | 1ª classificata all'Europeo 2013 |
| 5   | Francia     | 23 agosto 2013         | 2ª classificata all'Europeo 2013 |
| 6   | Germania    | 25 agosto 2013         | 3ª classificata all'Europeo 2013 |
| 7   | Kuwait      | 10 luglio 2013         | Nazione organizzatrice           |
| 8   | Messico     |                        |                                  |

## Gironi
| Girone A | Girone B    |
| -------- | ----------- |
| Canada   | Stati Uniti |
| Austria  | Messico     |
| Francia  | Giappone    |
| Kuwait   | Germania    |

## Prima fase

### Risultati

#### 1ª giornata
| Madinat al-Kuwait 7 luglio 2014, ore 20:00 UTC+3 | Austria | 24 – 7 (0-0 17-0 7-0 0-7) referto | Francia | Al-Nasr Stadium |

| Madinat al-Kuwait 7 luglio 2014, ore 20:00 UTC+3 | Messico | 14 – 49 (0-7 0-14 7-7 7-21) referto | Stati Uniti | Salmiya Stadium |

| Madinat al-Kuwait 7 luglio 2014, ore 23:00 UTC+3 | Canada | 91 – 0 (36-0 14-0 27-0 14-0) referto | Kuwait | Al-Nasr Stadium |

| Madinat al-Kuwait 7 luglio 2014, ore 23:00 UTC+3 | Germania | 20 – 48 (0-13 0-7 7-14 13-14) referto | Giappone | Salmiya Stadium |

#### 2ª giornata
| Madinat al-Kuwait 10 luglio 2014, ore 20:00 UTC+3 | Canada | 56 – 0 (14-0 10-0 13-0 19-0) referto | Francia | Al-Nasr Stadium |

| Madinat al-Kuwait 10 luglio 2014, ore 20:00 UTC+3 | Messico | 24 – 24 (0-10 7-14 7-0 10-0) referto | Giappone | Salmiya Stadium |

| Madinat al-Kuwait 10 luglio 2014, ore 23:00 UTC+3 | Austria | 64 – 0 (30-0 14-0 13-0 7-0) referto | Kuwait | Al-Nasr Stadium |

| Madinat al-Kuwait 10 luglio 2014, ore 23:00 UTC+3 | Germania | 0 – 54 (0-21 0-20 0-13 0-0) referto | Stati Uniti | Salmiya Stadium |

#### 3ª giornata
| Madinat al-Kuwait 13 luglio 2014, ore 20:00 UTC+3 | Austria | 7 – 36 (0-7 0-7 7-7 0-15) referto | Canada | Al-Nasr Stadium |

| Madinat al-Kuwait 13 luglio 2014, ore 20:00 UTC+3 | Messico | 35 – 7 (14-0 7-0 7-0 7-7) referto | Germania | Salmiya Stadium |

| Madinat al-Kuwait 13 luglio 2014, ore 23:00 UTC+3 | Kuwait | 0 – 74 (0-42 0-7 0-12 0-13) referto | Francia | Al-Nasr Stadium |

| Madinat al-Kuwait 13 luglio 2014, ore 23:00 UTC+3 | Giappone | 0 – 43 (0-7 0-29 0-0 0-7) referto | Stati Uniti | Salmiya Stadium |

### Classifiche
Le classifiche dopo la prima fase sono le seguenti:

#### Girone A
| Pos | Squadra | G | V | P | PF  | PS  | DP   |
| --- | ------- | - | - | - | --- | --- | ---- |
| 1   | Canada  | 3 | 3 | 0 | 183 | 7   | +176 |
| 2   | Austria | 3 | 2 | 1 | 95  | 43  | +52  |
| 3   | Francia | 3 | 1 | 2 | 81  | 80  | +1   |
| 4   | Kuwait  | 3 | 0 | 3 | 0   | 229 | -229 |

#### Girone B
| Pos | Squadra     | G | V | N | P | PF  | PS  | DP   |
| --- | ----------- | - | - | - | - | --- | --- | ---- |
| 1   | Stati Uniti | 3 | 3 | 0 | 0 | 146 | 14  | +132 |
| 2   | Messico     | 3 | 1 | 1 | 1 | 73  | 80  | -7   |
| 3   | Giappone    | 3 | 1 | 1 | 1 | 72  | 87  | -15  |
| 4   | Germania    | 3 | 0 | 0 | 3 | 27  | 137 | -110 |

## Finali

### Finale 7º-8º posto
| Madinat al-Kuwait 15 luglio 2014, ore 23:00 UTC+3 | Kuwait | 0 – 76 (0-21 0-27 0-14 0-14) referto | Germania | Al-Nasr Stadium |

### Finale 5º-6º posto
| Madinat al-Kuwait 15 luglio 2014, ore 20:00 UTC+3 | Francia | 7 – 30 (7-10 0-7 0-0 0-13) referto | Giappone | Al-Nasr Stadium |

### Finale 3º-4º posto
| Madinat al-Kuwait 16 luglio 2014, ore 20:00 UTC+3 | Messico | 31 – 30 (10-7 7-10 0-0 14-13) referto | Austria | Al-Nasr Stadium |

### Finale
| Madinat al-Kuwait 16 luglio 2014, ore 23:00 UTC+3 | Stati Uniti | 40 – 17 (12-7 0-7 22-0 6-3) referto | Canada | Al-Nasr Stadium |

## Classifica finale
| Pos | Squadra     | G | V | N | P | PF  | PS  | DP   |
| --- | ----------- | - | - | - | - | --- | --- | ---- |
| 1   | Stati Uniti | 4 | 4 | 0 | 0 | 186 | 31  | +155 |
| 2   | Canada      | 4 | 3 | 0 | 1 | 200 | 47  | +153 |
| 3   | Messico     | 4 | 2 | 1 | 1 | 104 | 110 | -6   |
| 4   | Austria     | 4 | 2 | 0 | 2 | 125 | 74  | +51  |
| 5   | Giappone    | 4 | 2 | 1 | 1 | 102 | 94  | +8   |
| 6   | Francia     | 4 | 1 | 0 | 3 | 88  | 110 | -22  |
| 7   | Germania    | 4 | 1 | 0 | 3 | 103 | 137 | -34  |
| 8   | Kuwait      | 4 | 0 | 0 | 4 | 0   | 305 | -305 |